# Brad Ascalon

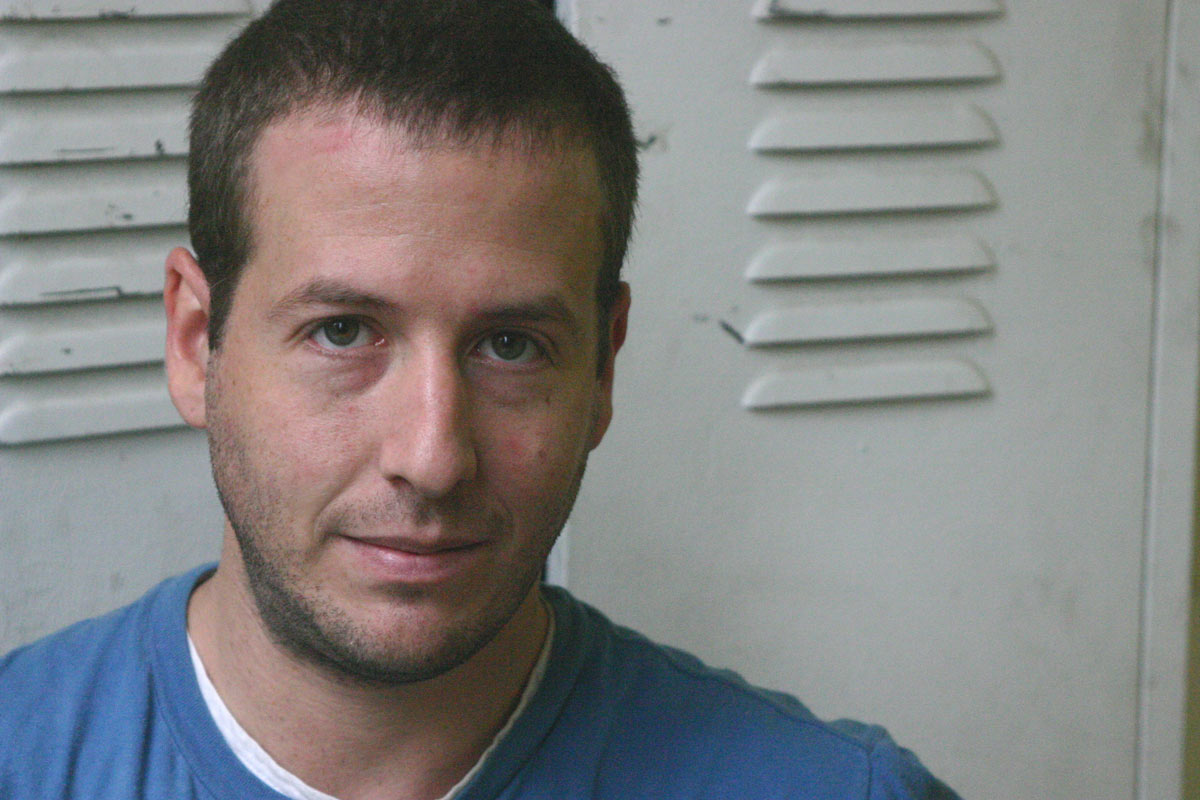
Brad Ascalon 2005

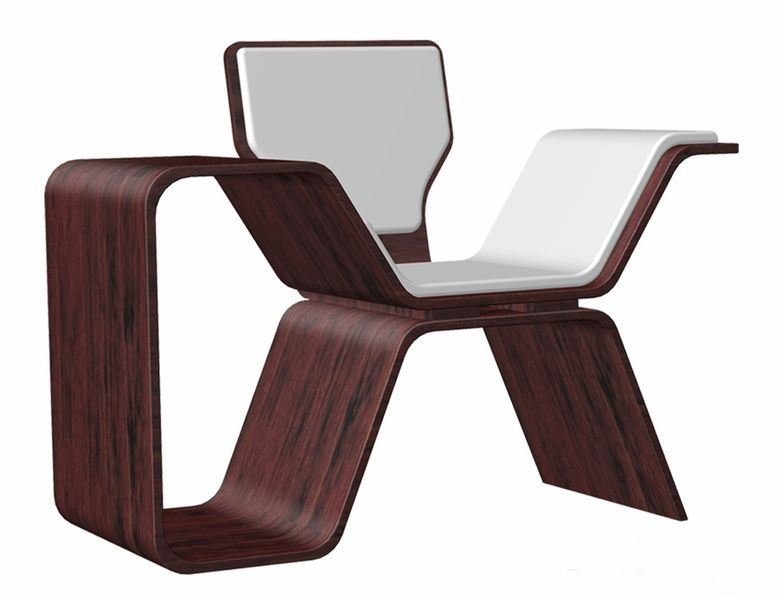
Tivola Chair (2004), Brad Ascalon

Brad Ascalon (* 7. März 1977) ist ein US-amerikanischer Industriedesigner.

## Leben
Ascalon wuchs in den Vororten von Philadelphia auf. Er vertiefte sich bereits früh in die Welt der Kunst und des Design. Sein Großvater Maurice Ascalon (1913–2003), ein in Ungarn geborener Bildhauer und Industriedesigner, gründete zusammen mit seinem Vater, dem in Israel geborenen Künstler David Ascalon (geb. 1945), das Kunst- und Designunternehmen „Ascalon Studios“. Es stellt standortspezifische Kunstwerke und Einrichtungsgegenstände für Kultstätten und öffentliche Plätze her. Vor diesem Hintergrund lernte Brad verschiedene Materialien und artistische Medien zu bearbeiten, einschließlich Metallskulpturen, Buntglas und Mosaike.
Ascalons erste künstlerische Werke entstanden in Musikform. Von klein auf spielt er Gitarre und Klavier und wurde schließlich Songschreiber und Komponist. In der zweiten Hälfte der 1990er Jahre, während er Musik komponierte und aufführte, strebte Ascalon einen akademischen Grad der freien Künste an der Rutgers University.
Ascalon forschte auf dem Gebiet der visuellen Kunst, wobei er sich abstrakte Malerei aneignete. Er experimentiert mit seinem musikalischen Erfahrungsschatz, indem er Musik mit der Malerei verbindet, insbesondere modernen Jazz und Klassik.
Nachdem dem Studium an der Rutgers University zog Ascalon nach Manhattan. Während er weiter zeichnete, arbeitet er in der Werbung und Musikindustrie. Seinem Wunsch abstrakter zu denken folgend, ändert er seinen Kurs und studierte Industriedesign am New Yorker Pratt Institut, um einen Master zu erlangen. Während seines Studiums, arbeitete Ascalon als Praktikant für zahlreiche prominente Designer, darunter Karim Rashid.
Heute liegt Ascalons Schwerpunkt auf Möbeldesign, aber er beschäftigt sich auch mit Konsumgütern und Verpackungsdesign. Sein Design tendiert dazu die traditionelle Form von Objekten zu ignorieren. Ascalon sieht beim Designen die Funktion eines Objektes ungeachtet seiner traditionellen Form und konstruiert es von Grund auf neu. 2005 nahm das internationale Londoner Designerjournal Wallpaper* Ascalon in seine alljährliche Liste der zehn besten jungen Designer der Welt auf.